# Tulaeopoda carolae
Tulaeopoda carolae är en tvåvingeart som beskrevs av Carroll William Dodge 1965. Tulaeopoda carolae ingår i släktet Tulaeopoda och familjen köttflugor. Inga underarter finns listade i Catalogue of Life.